# Gonanticlea albizona
Gonanticlea albizona är en fjärilsart som beskrevs av Louis Beethoven Prout 1928. Gonanticlea albizona ingår i släktet Gonanticlea och familjen mätare. Inga underarter finns listade i Catalogue of Life.